# Martin Halm
Martin Halm (Monaco di Baviera, 9 luglio 1961) è un attore, doppiatore e direttore del doppiaggio tedesco.

## Biografia
Halm ha completato una formazione come attore in Germania e negli Stati Uniti.
Ha ricevuto lezioni private di recitazione della Otto-Falckenberg-Schule di Monaco.
Negli Stati Uniti ha seguito corsi di recitazione scenica, di canto e di tecnica davanti alla macchina da presa.
Inoltre, Martin Halm ha frequentato l’Università della California, la UCLA di Los Angeles, dove ha studiato cinema.
Dall’inizio degli anni Ottanta iniziò la sua carriera nella televisione tedesca, dove Halm recitò in numerosi film televisivi.
Assunse anche diversi ruoli fissi in serie, ruoli ricorrenti in singoli episodi e partecipazioni come ospite.
A metà degli anni 2000 fece le prime esperienze come direttore del doppiaggio, nel 2003, alternandosi con Pascal Breuer e Angelika Bender, diresse le il doppiaggio in lingua tedesca dei primi 150 episodi di One Piece.

## Filmografia

### Cinema
- Ernesto, regia di Salvatore Samperi (1979)

### Televisione
- Tatort - serie TV (1980-1990)
- Gestern bei Müllers - serie TV (1983)
- Soko 5113 - serie TV (1984-2013)
- Schöne Ferien – Urlaubsgeschichten aus Portugal - regia di Rudolf Nussgruber - film TV (1985)
- La clinica della Foresta Nera (Die Schwarzwaldklinik) - serie TV (1985)
- L'arca del dottor Bayer (Ein Heim für Tiere) - serie TV (1987)
- La nave dei sogni (Das Traumschiff) - serie TV (1987)
- Wolff, un poliziotto a Berlino (Wolffs Revier) - serie TV (1994-2001)
- Un dottore tra le nuvole (Der Bergdoktor) - serie TV (1995)
- Alle meine Töchter (Tutte le mie figlie) - serie TV (1995-1996)
- Stefanie (Für alle Fälle Stefanie) - serie TV (24 episodi) (1995-2002)
- Un caso per due (Ein Fall für zwei) - serie TV (2 episodi) (1998,2002)
- In aller Freundschaft - serie TV (1998-1999)
- Der letzte Zeuge - serie TV (1998)
- Il nostro amico Charly (Unser Charly) - serie TV (2000)
- Klinik unter Palmen - serie TV (3 episodi) (2001)
- Rosamunde Pilcher - serie TV (2001)
- Edel & Starck - serie TV (2 episodi) (2002)
- La casa del guardaboschi (Forsthaus Falkenau) - serie TV (2002)
- La nostra amica Robbie (Hallo Robbie!) - serie TV (2002-2005)
- Die Rosenheim-Cops - serie TV (2004)
- Alles außer Sex - serie TV (2007)
- Inga Lindström - serie TV (2010)
- Der Alte - serie TV (4 episodi) (2010-2013)
- Lena Lorenz - serie TV (2015)

## Doppiaggio

### Film
- Matthew Broderick in Wargames - Giochi di guerra
- Tom Cruise in Risky Business - Fuori i vecchi... i figli ballano
- Mark Patton in Nightmare 2 - La rivincita
- Craig Parker in Il Signore degli Anelli - Le due torri
- M. Night Shyamalan in Signs
- Jason Bateman in Extract
- Jason Clarke in Child 44 - Il bambino n. 44
- Eric Close in American Sniper
- Liam McIntyre in Security
- John Dagleish in The Gentlemen

### Serie televisive
- Nicholas Rogers in Fantaghirò 3, Fantaghirò 4
- Josh Radnor in How I Met Your Mother
- James Murray in  Primeval
- Hal Ozsan in 90210
- Rex Lee in Suburgatory
- Chin Han in The Blacklist
- Johnny Whitworth in The 100
- Cas Anvar in The Expanse
- Charles Edwards in Il Signore degli Anelli - Gli Anelli del Potere
- Peter Gadiot in One Piece

### Animazione
- Shanks in One Piece
- TonyTony Chopper in One Piece, One Piece - Il tesoro del re, One Piece - Trappola mortale, One Piece - La spada delle sette stelle, One Piece - L'isola segreta del barone Omatsuri, One Piece - I misteri dell'isola meccanica, One Piece - Un'amicizia oltre i confini del mare, One Piece - Avventura sulle isole volanti, One Piece Film: Z
- Dusty in Planes
- Zeep in Rick and Morty

## Doppiatori italiani
Nelle versioni in italiano delle opere in cui ha recitato, Martin Halm è stato doppiato da:
- Massimo Giuliani in Ernesto